# هواپیمانگری

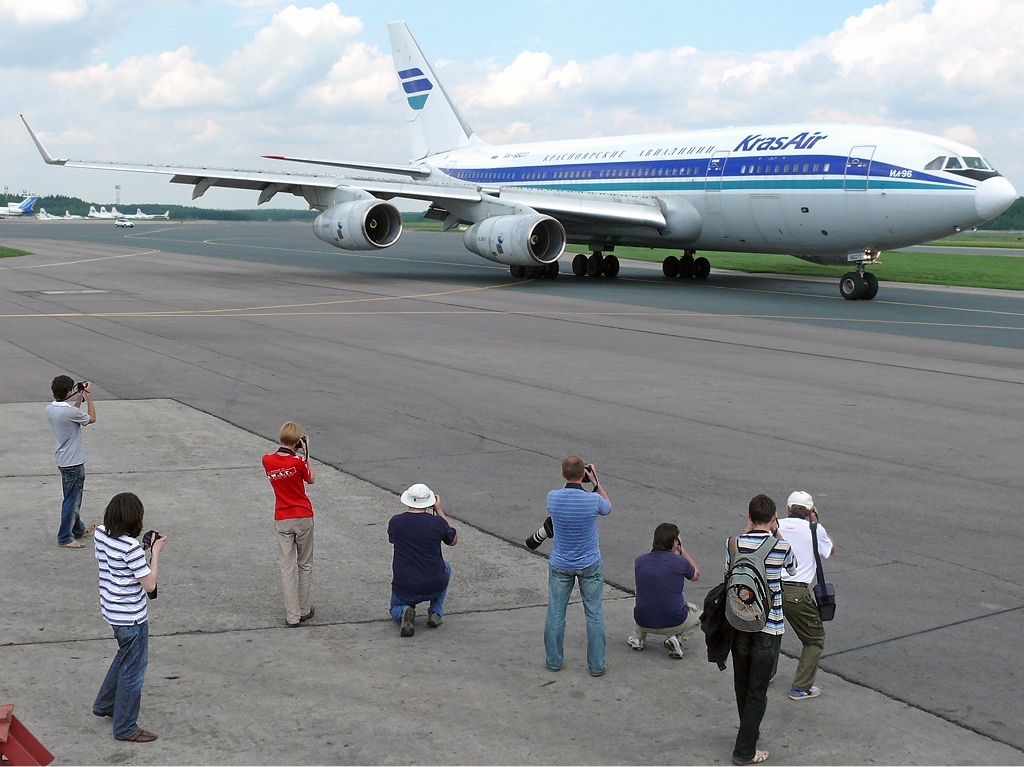
گروهی از بازدیدکنندگان در فرودگاه بین‌المللی دوموددوو در حال گرفتن عکس از یک ایلیوشین ۹۶ (۲۰۰۸)

هواپیمانگری، هواپیمابینی، تماشای هواپیماها و نیز پایش هواپیماها یک سرگرمی به صورت ردیابی و تماشای هواپیماها و معمولاً عکس گرفتن از آنهاست. پایش‌کنندگان، علاوه بر بازدید از هواپیماها، ممکن است کارهای جانبی مانند تماشا و ثبت اطلاعات فرودگاه‌ها و اطلاعات کنترل ترافیک هوایی را هم انجام دهند.

## تاریخچه و تکامل
علاقه‌مندان به حمل و نقل هوایی، تماشای هواپیماها را از ابتدای اختراع هواپیما آغاز کردند. تا نیمه سدۀ ۲۰ هواپیمابینی یک سرگرمی شناخته شده بود.
توسعه تکنولوژی باعث تحولات شدید از هواپیمانگری شد. دوربینهای کامپکت، دوربین دیجیتال تک‌لنزی بازتابی و دستگاه مخابره فیلم ناطق به‌طور قابل توجهی بر هواپیمانگری تأثیر داشته‌اند. با کمک اینترنت و وب، سایت‌ها مانند FlightAware برای شرکت‌کنندگان برای ردیابی و تعیین محل خاص هواپیما از سراسر جهان امکاناتی را فراهم کرده است. وبگاه‌هایی که به‌طور خاص برای هواپیما هستند، مانند
ایرلاینرز.نت و شبکه‌های اجتماعی وبگاه‌هایی مانند توئیتر و اینستاگرام اجازه می‌دهند تا هواپیمانگرها به تبادل دیدگاه‌ها و مدارک در این زمینه اقدام کنند.